# Diocesi di Jixian
La diocesi di Jixian (in latino Dioecesis Ueihoeivensis) è una sede della Chiesa cattolica in Cina suffraganea dell'arcidiocesi di Kaifeng. Nel 1950 contava 46.000 battezzati su 2.500.000 abitanti. La sede è vacante.

## Territorio
La diocesi comprende la parte settentrionale della provincia cinese di Henan.
Sede vescovile è la città di Anyang.
Nelle fonti la diocesi è conosciuta con i nomi di Jixian, Anyang e Weihui.

## Storia
Il vicariato apostolico di Honan Settentrionale fu eretto il 1º settembre 1882 con il breve Quae in commoditatem di papa Leone XIII, ricavandone il territorio dal vicariato apostolico di Honan (oggi diocesi di Nanyang).
Il 2 agosto 1929 assunse il nome di vicariato apostolico di Weihuifu (Jixian).
Il 7 luglio 1936 cedette una porzione del suo territorio a vantaggio dell'erezione della prefettura apostolica di Xinxiang.
L'11 aprile 1946 il vicariato apostolico è stato elevato a diocesi con la bolla Quotidie Nos di papa Pio XII.
Il 4 agosto 2015 padre Giuseppe Zhang Yin-lin è ordinato vescovo coadiutore con mandato papale e la sua ordinazione è riconosciuta anche dal governo cinese; la precedente nomina di un vescovo cinese (Taddeo Ma Daqin nominato vescovo ausiliare di Shanghai) risaliva al 2012.

## Cronotassi dei vescovi
Si omettono i periodi di sede vacante non superiori ai 2 anni o non storicamente accertati.
- Stefano Scarella, P.I.M.E. † (1º settembre 1882 - 21 settembre 1902 deceduto)
- Giovanni Menicatti, P.I.M.E. † (12 settembre 1903 - dicembre 1920 dimesso)
- Martino Chiolino, P.I.M.E. † (23 febbraio 1921 - 7 maggio 1929 dimesso)
- Mario Civelli, P.I.M.E. † (18 luglio 1946 - 2 febbraio 1966 deceduto)
  - Sede vacante
  - Thomas Zhang Huai-xin † (19 ottobre 1981 consacrato - 8 maggio 2016 deceduto)
  - Joseph Zhang Yin-lin, succeduto l'8 maggio 2016

## Statistiche
La diocesi nel 1950 su una popolazione di 2.500.000 persone contava 46.000 battezzati, corrispondenti all'1,8% del totale.
| anno | popolazione | popolazione | popolazione | presbiteri | presbiteri | presbiteri | presbiteri                | diaconi | religiosi | religiosi | parrocchie |
| anno | battezzati  | totale      | %           | numero     | secolari   | regolari   | battezzati per presbitero | diaconi | uomini    | donne     | parrocchie |
| ---- | ----------- | ----------- | ----------- | ---------- | ---------- | ---------- | ------------------------- | ------- | --------- | --------- | ---------- |
| 1950 | 46.000      | 2.500.000   | 1,8         | 29         | 17         | 12         | 1.586                     |         |           | 48        |            |